# Jardines Públicos Indro Montanelli
Los Jardines Públicos Indro Montanelli (en italiano: Giardini Pubblici Indro Montanelli) son un parque de Milán, Italia, situado en la zona de la Porta Venezia. Inaugurados en 1784 por la administración de la casa de Habsburgo, fue el primer parque milanés expresamente destinado al ocio colectivo. Durante más de dos siglos han sido conocidos en italiano como Giardini di Porta Venezia, Giardini di Via Palestro o simplemente giardini pubblici o i giardini. Desde 2002 están dedicados al periodista y ensayista Indro Montanelli, que solía pasar aquí parte de su tiempo libre.

## Historia

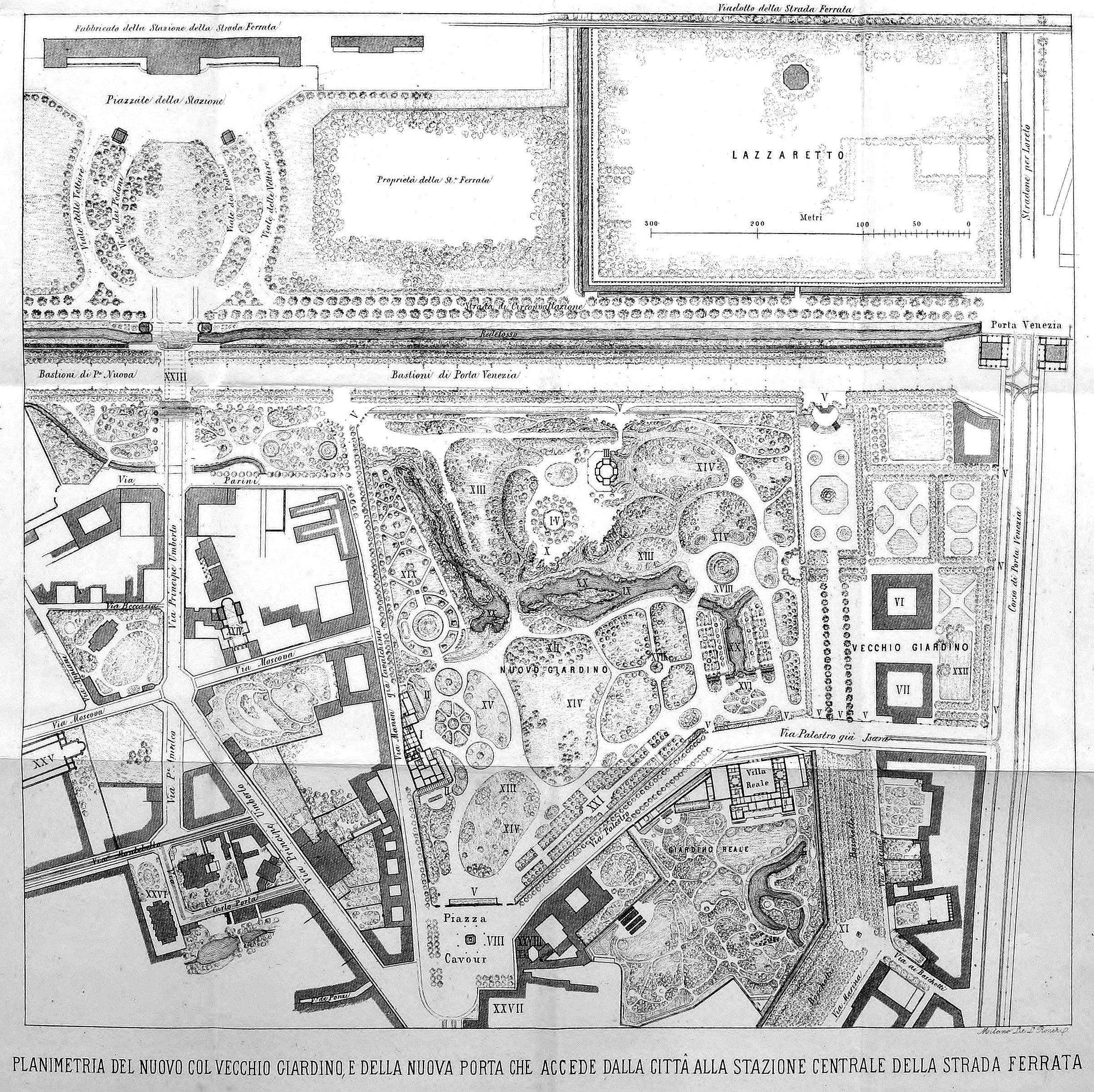
Mapa de los jardines en 1869.

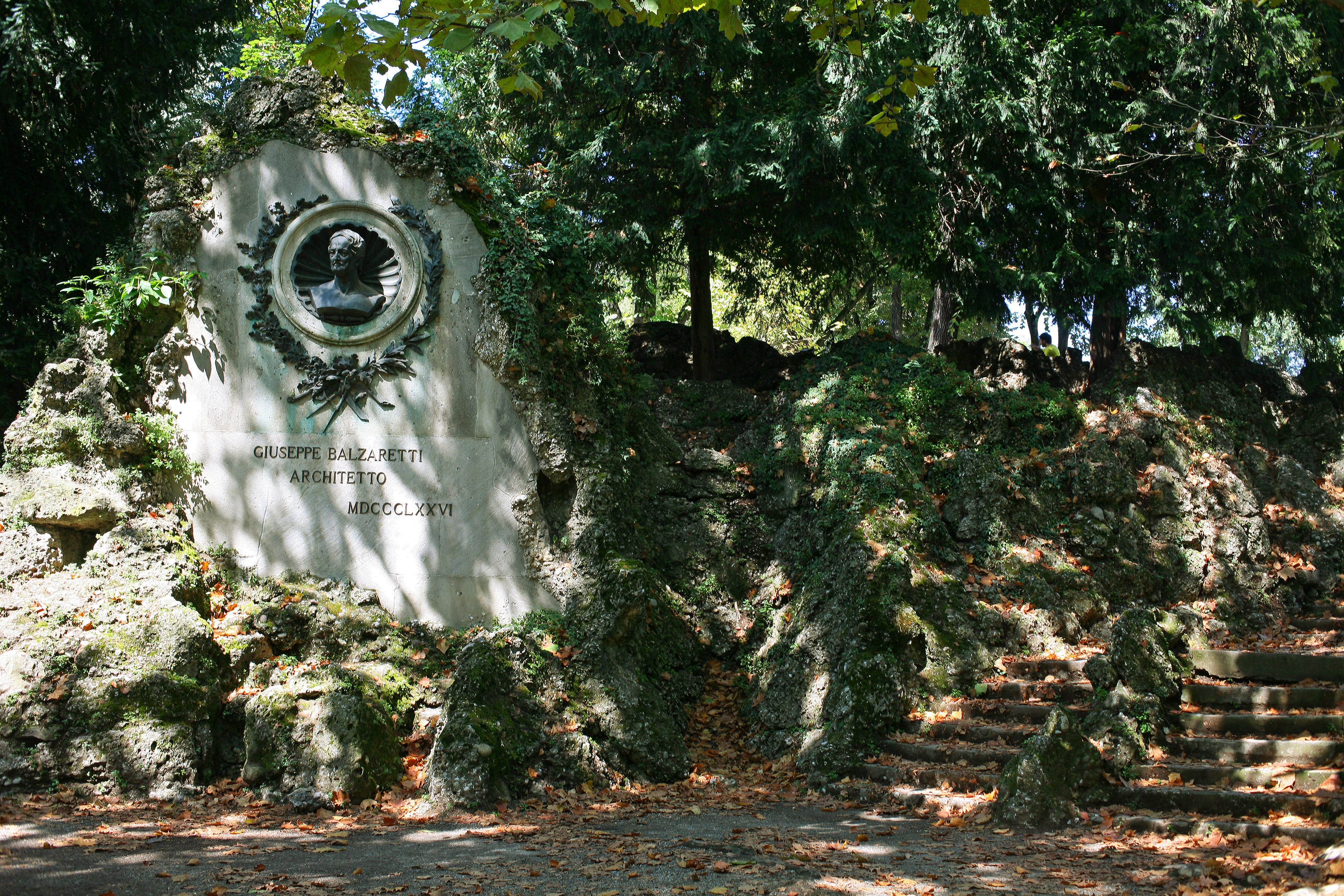
Monumento a Balzaretti en los jardines (1876).

### El proyecto de Piermarini
En la segunda mitad del siglo xviii, la zona de los actuales jardines era una gran parcela de terreno ligeramente deprimido situado en el límite septentrional de la ciudad, dentro de las murallas españolas. Era propiedad de la familia Dugnani y estaba subdividida en huertos cultivados en alquiler, atravesados por una red de cursos de agua, de los cuales se conservan trazas visibles en los lagos y canales presentes en los jardines y en el cercano parque de la Villa Real, que se encuentra aproximadamente a la mitad de la Via Palestro, frente al lado meridional de los jardines. En la zona de estos últimos, se encontraban todavía los edificios de dos monasterios, el de San Dionigi y el de las Carcanine, que habían sido suprimidos por el gobierno de la casa de Habsburgo.
En 1780 el archiduque Fernando Carlos de Austria, virrey de Milán desde octubre de 1771 hasta mayo de 1796, encargó al arquitecto Giuseppe Piermarini que transformara esa zona en un parque público, englobando en ella también los espacios de los dos monasterios, ambos con sus propios jardines. Las obras fueron realizadas entre 1782 y 1786, bajo la dirección del maestro de obras Giuseppe Crippa, y el 26 de septiembre de 1786 Piermarini realizó el examen de todas las obras y las aprobó: fueron los primeros jardines públicos de la ciudad. Los materiales necesarios para la ejecución de las obras fueron declarados exentos del pago de aranceles y la mano de obra para su traslado fue obtenida entre los condenados a cadena perpetua. El proyecto, del estilo del jardín francés, con parterres geométricos y amplias perspectivas de avenidas arboladas, estaba coordinado con el de los Boschetti (1787-1788), los jardines de la Via Marina (consistentes en hileras paralelas de tilos, olmos y castaños). En la esquina noreste de los jardines, hacia la Porta Venezia, junto a la doble escalinata monumental que subía a los bastiones de las murallas, había un amplio espacio dedicado a la práctica del juego del pallone. La posterior construcción del Museo de Historia Natural (1888-1893) y del Planetario de Milán (1930) no ha alterado la perspectiva de la larga hilera de árboles imaginada por Piermarini.

### La remodelación de Balzaretti
La ampliación hacia el oeste, hasta la Via Manin, fue realizada entre 1856 y 1862 por el arquitecto Giuseppe Balzaretti con la colaboración de su alumno Enrico Combi, siguiendo la nueva moda del jardín inglés, con colinas, arroyos y lagos artificiales, englobando toda la propiedad de la familia Dugnani, incluido el palacio del siglo xvii que daba hacia la Via Manin. Esta ampliación se completó tras la unificación italiana. Considerada la primera de las grandes obras completadas en Milán después de 1859, el Giardino Pubblico di Milano fue inaugurado durante las fiestas populares que se celebraron en Milán por los plebiscitos y las anexiones.

### El zoo
En la segunda mitad del siglo xix se unieron al Museo de Historia Natural otras atracciones de la vida animal, como aviarios y jaulas para ciervos, simios y una jirafa, a los cuales progresivamente se añadirían numerosos otros animales que darán vida al que sería conocido como Zoo de Milán, cerrado definitivamente en 1992 tras las peticiones de los ecologistas. Del zoo se conservan el pabellón que albergaba las jaulas de los grandes felinos, actualmente transformado en espacio didáctico para el Museo de Historia Natural, y el estanque de los leones marinos.

### La exposición de 1881

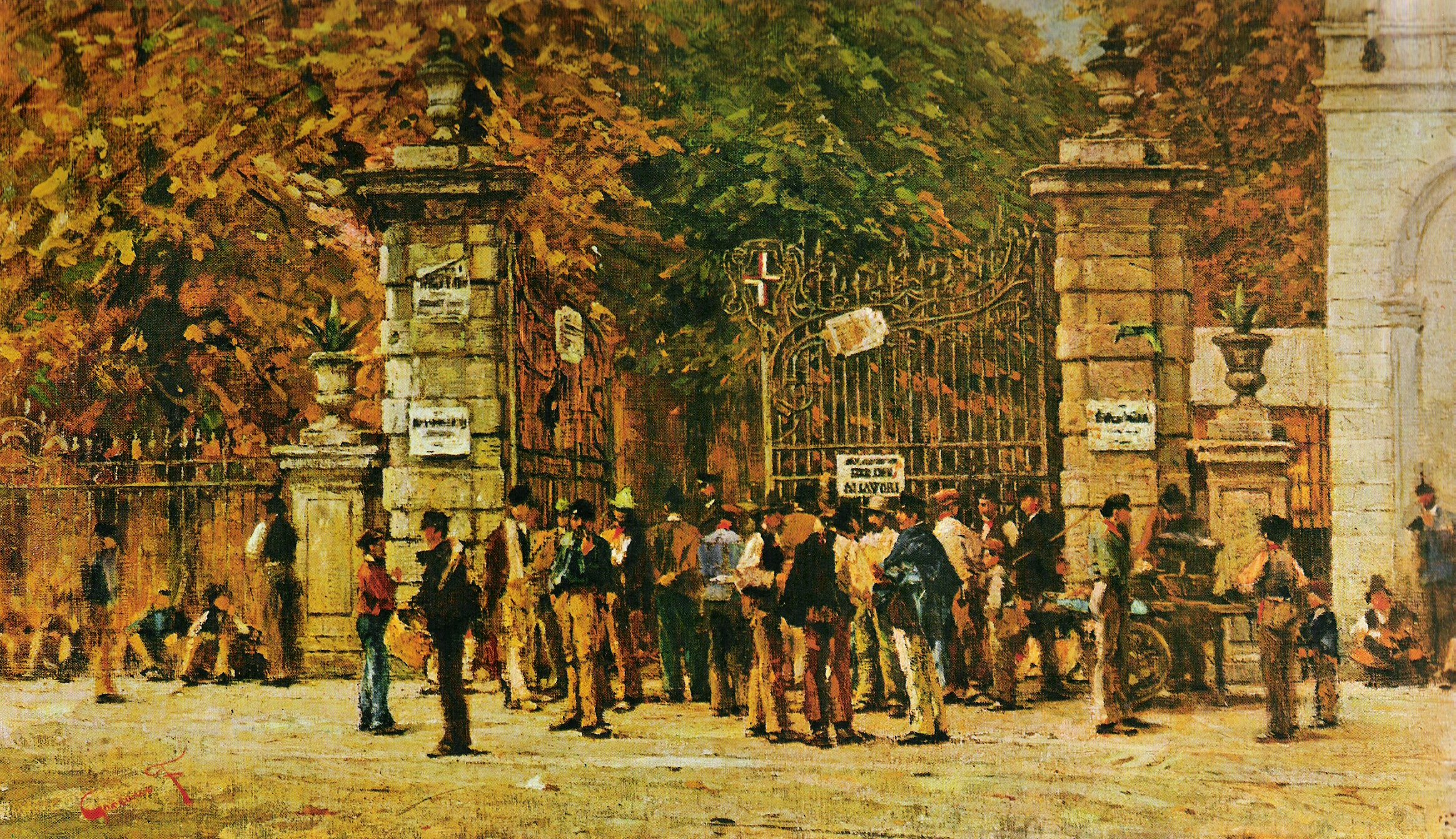
Filippo Carcano, L'ora del riposo durante i lavori dell'Esposizione del 1881, 1881.

En los jardines se realizaron, en el decenio 1871-1881, numerosas grandes exposiciones. De particular relevancia fue la Exposición Nacional de Milán de 1881, que ocupó una amplia zona del jardín y también la zona de los Boschetti. En esta ocasión se construyó la casa russa, destruida por los bombardeos de 1943.

### La remodelación de Alemagna
Hacia finales de siglo se hizo necesaria una radical remodelación de la zona que, debido al paso del tiempo y a la demolición del cercano lazareto, estaba asumiendo una dimensión menos periférica. La remodelación fue supervisada por el arquitecto Emilio Alemagna, que ya había diseñado el Parco Sempione, construido entre el Castillo Sforzesco y el Arco della Pace en 1906.
En 1920, en el Viale dei Bastioni, se realizó la primera Feria de Milán. El éxito fue tal que en 1923 el recién creado Ente Autonomo Fiera Internazionale di Milano trasladó definitivamente la exposición a la entonces reciente plaza de armas situada detrás del Castillo Sforzesco, donde la feria permanecerá hasta la construcción del complejo de Rho.

## Situación actual

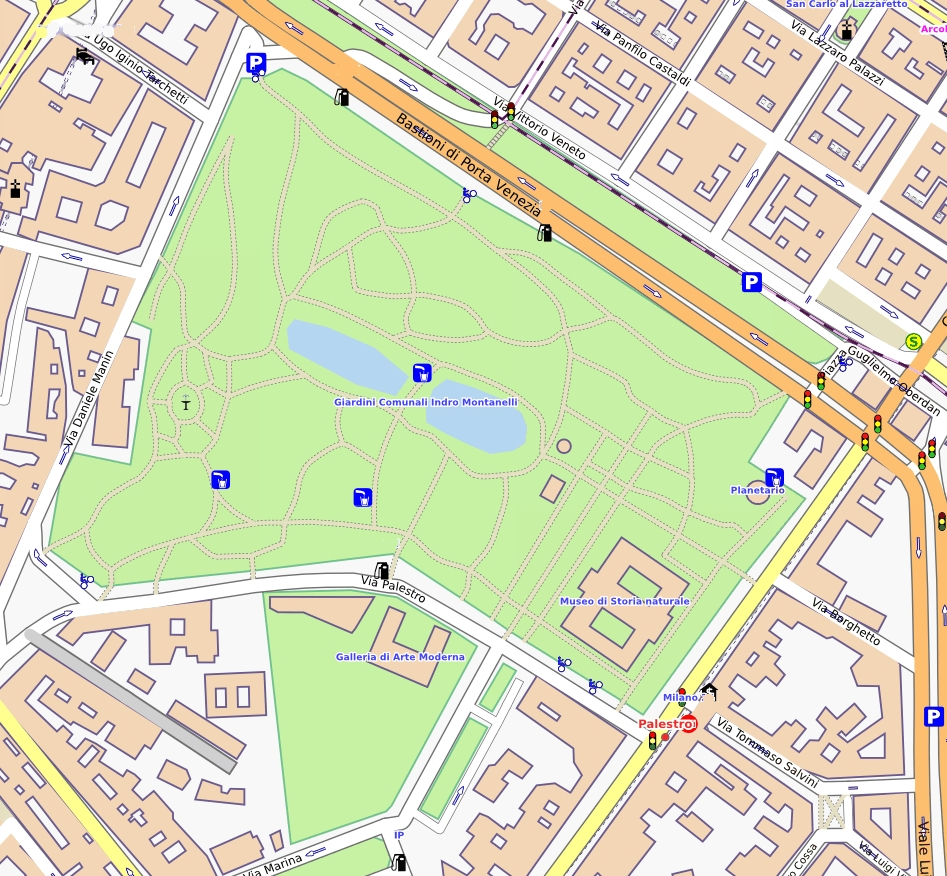
Mapa de los jardines en la actualidad.

Los jardines se encuentran en la zona noreste del centro histórico de Milán, en un amplio rectángulo delimitado al norte por los Bastioni di Porta Venezia y, en sentido horario, por el Corso Venezia, la Via Palestro y la Via Manin. En la esquina de estas dos últimas calles se encuentra la Piazza Cavour.
Desde el 2002 los jardines están dedicados al periodista y escritor Indro Montanelli. Cada mañana Indro Montanelli, cuando iba a la sede de Il Giornale, periódico que había fundado y que dirigía, solía detenerse por unos momentos en un banco de los jardines, cerca de la entrada de la Piazza Cavour, donde se encuentra el Palazzo dei Giornali, entonces sede del diario. Fue allí, en la esquina de la Piazza Cavour con la Via Manin, donde la mañana del 2 de junio de 1977 Montanelli fue objeto de un atentado de las Brigadas Rojas, que le dispararon a las piernas; cerca del lugar del atentado se encuentra una estatua en su memoria.

## Flora e instalaciones

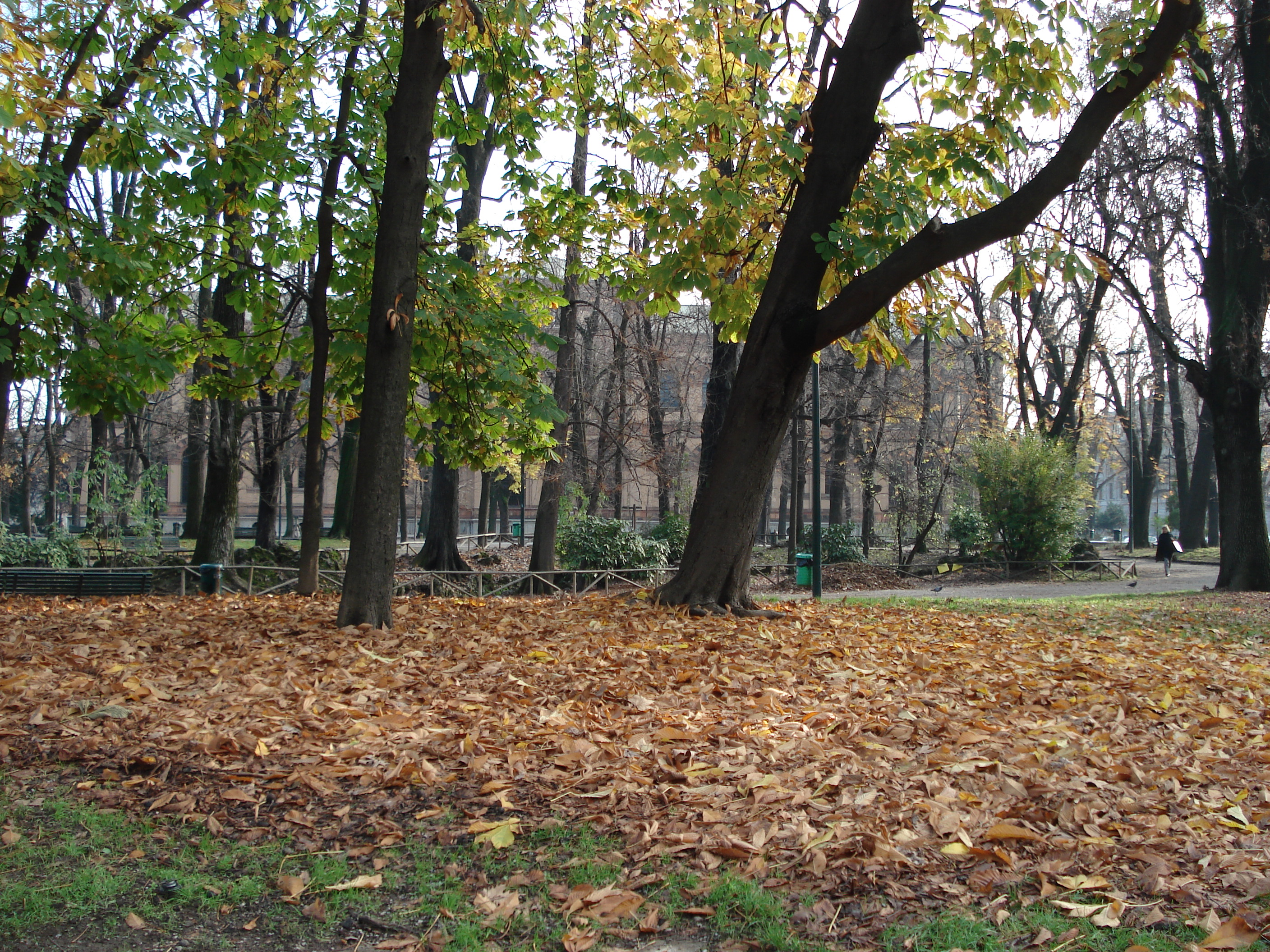
Castaños de Indias en otoño.

Entre las numerosas especies de árboles presentes en los jardines se encuentran el abeto, el arce, el almez, el ciprés en las orillas del lago, los cedros del Líbano y del Himalaya, la metasecuoya, con un ejemplar monumental, el haya, el ginkgo, una larga fila de castaños de Indias, el liquidámbar, la magnolia, el olmo, el plátano, el pruno, el roble rojo, la sófora, la acacia de tres espinas y el tilo. Entre los árboles la Associazione didattica museale ha identificado un recorrido botánico con visitas organizadas para las escuelas.
Hay tres zonas de juego y una zona de diversión para los niños con columpios. A los perros están reservados dos espacios cercados de 10 600 m². La asociación Cometa ha construido, al lado del museo, el pabellón Oasi delle farfalle. Desde 1996 se ha hecho tradicional la cita con Orticola, la exposición-mercado de flores y viveros que se realiza en el mes de mayo, organizada por la Associazione orticola di Lombardia, mientras que en verano los jardines son una de las tres sedes de la festival de cine al aire libre Arianteo.

## Museos y bienes arquitectónicos

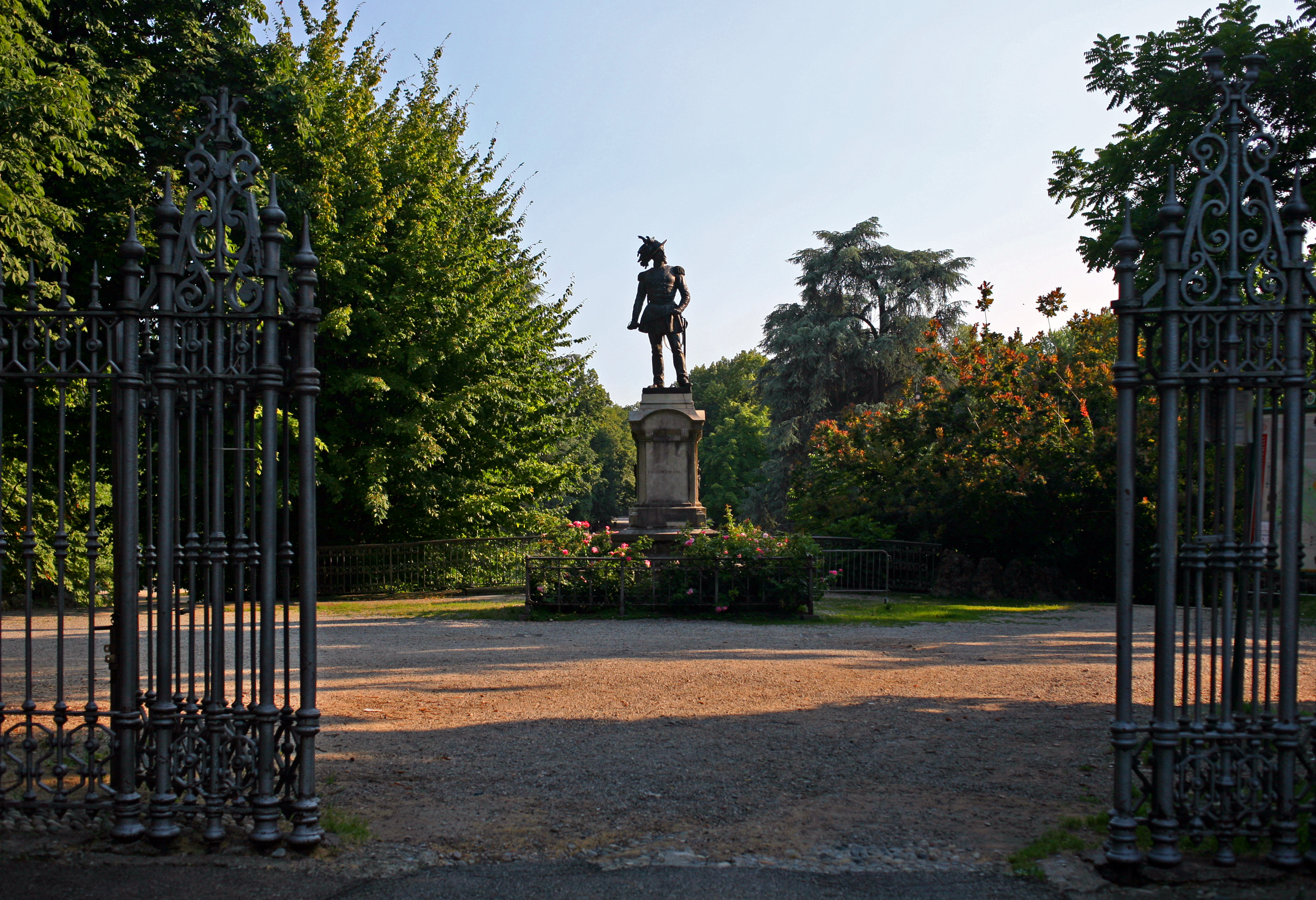
Entrada desde los Bastioni, con la estatua de Luciano Manara.

Dentro del recinto de los jardines se encuentran:
- El Palazzo Dugnani, construido en el siglo xvii y modificado y restaurado en el xviii, de propiedad del Ayuntamiento desde finales del xix;
- El Museo Cívico de Historia Natural, proyectado en 1888 por Giovanni Ceruti tras la demolición de los pabellones de la Exposición de 1881 realizados por él mismo;[9]
- El Planetario Ulrico Hoepli, proyectado por el arquitecto Piero Portaluppi en 1929.

Sobre el Monte Merlo, en un edificio de estilo ecléctico proyectado en 1863 por Giuseppe Balzaretto se encuentra el padiglione del caffè («pabellón del café»), transformado en una guardería tras la restauración de 1920. En el lado del patio del Palazzo Dugnani hay un gran estanque con fuente. Algunos edificios existentes en el pasado, entre ellos el claustro de las carcanine conocido con el nombre de Salone, han sido demolidos, mientras que en la actualidad se han dispuesto varias ciclovías.

### Monumentos
En el interior de los jardines hay varios monumentos:
- Monumento a los mártires del Špilberk (1850) de Alessandro Puttinati.
- Monumento a Giuseppe Balzaretto (1876) de Bertini y Francesco Barzaghi.
- Monumento a Giuseppe Sirtori (1892) de Enrico Butti.
- Monumento a Luciano Manara (1894) de Francesco Barzaghi.
- Monumento a Antonio Rosmini (1896) de Francesco Confalonieri.
- Monumento a Antonio Stoppani (1898) de Francesco Confalonieri.
- Monumento a Emilio De Marchi (1905) de Antonio Carminati.
- Monumento a Gaetano Negri (1908) de Luigi Secchi.
- Monumento a Giuseppe Giacosa (1910) de Luigi Secchi.
- Monumento a Filippo Carcano (1917) de Egidio Boninsegna.
- Monumento a Ernesto Teodoro Moneta (1924) de Tullio Brianzi.
- Monumento a Indro Montanelli (2006) de Vito Tongiani.

En un islote del lago se colocó en 1862 el monumento a Carlo Porta de Alessandro Puttinati, pero la estatua fue destruida por los bombardeos de 1943.